# 씨런치

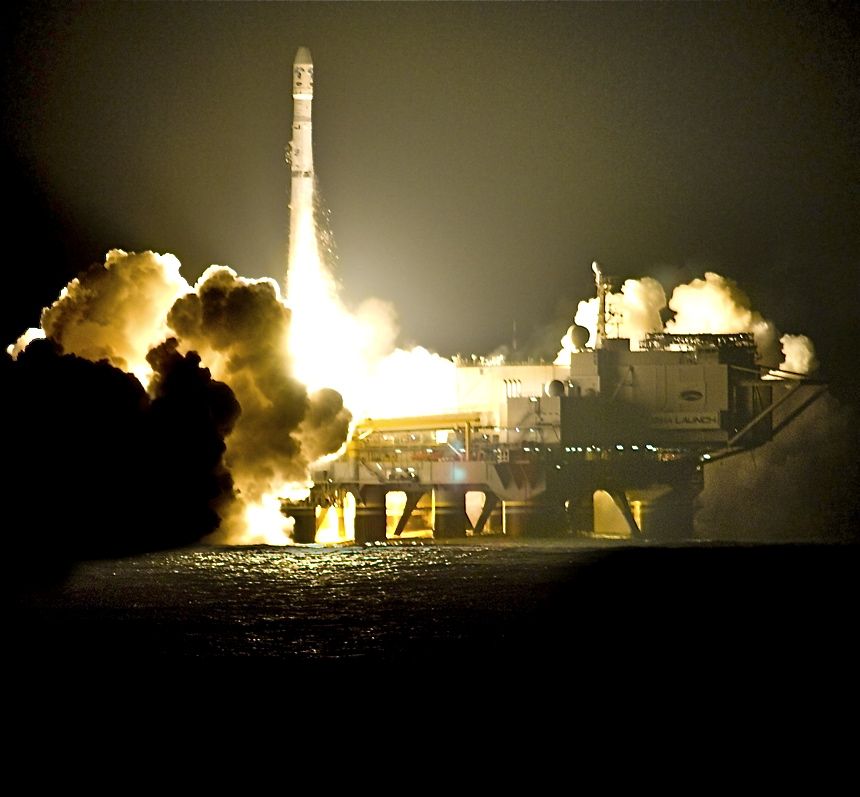

씨런치(Sea Launch)사는 세계에서 유일한 해상 우주로켓 발사능력을 보유한 다국적 회사이다.
1995년 미국의 보잉(40%), 러시아의 에네르기아(25%)를 중심으로 노르웨이의 아커 솔루션스(20%), 우크라이나의 유즈노예 설계국과 유즈마쉬 설계국(15%) 등의 합작으로 설립됐다.
2006년 8월 한국의 무궁화 5호 위성을 발사했다.
2010년 이후 회사의 지분구조가 러시아의 에네르기아(95%), 미국의 보잉(2.5%), 노르웨이의 아커 솔루션스(2.5%), 우크라이나의 유즈노예 설계국과 유즈마쉬 설계국(0%)로 바뀌었다.

## 같이 보기
- 소모성 우주발사체
- 우주발사체